# David Rabadà i Vives
DAVID RABADÀ i VIVES (Barcelona, 1967), paleontólogo y divulgador científico, se doctoró en Ciencias Geológicas en 1995 por la Universidad de Barcelona. Ha publicado multitud de artículos técnicos siendo los últimos muy críticos con algunas interpretaciones realizadas en Atapuerca. Ha recibido distintos premios como los Fundación Eduard Fontseré de ciencias (1996), la mención especial en el Premio UPC de ciencia ficción (1999), el Albert Pérez Bastardas de periodismo científico (2003), el Premio de Natura Ciudad de Valls (1992 y 1995) y el Ciudad de Viladecans de narrativa (2005). Es también autor de los libros Un Dios para los Ignorantes (2000), Las Cinco Caras de la Tierra (2005), ¿Educar? Educamos Todos (2007), ¿Quién fracasó con el Fracaso Escolar? (2008), Cristo Mito al Desnudo (2015), Prejuicios y Evolución Humana (2020), L'Evolució a la Terra (2022) por la UB, La Palma Bonita, un viaje por sus cenizas (2022) y es coautor de Ciencias de la Tierra y del Medio Ambiente (2008). Actualmente es profesor de Ciencias Geológicas, académico de la ACVC, redactor en Catalunya Vanguardista, y responsable de comunicación de Profesores de Secundaria.

## Obra
- 2000: Un Déu per als ignorants, novela. Editorial Mediterrània.
- 2005: Les cinc cares de la Terra, novela. Editorial Mediterrània.
- 2007: ¿Educar? Educamos todos. Fracaso escolar: recetas para curarlo, ensayo. Editorial Cossetània.
- 2008: ¿Quién Fracasó con el Fracaso Escolar?, ensayo. Editorial Cossetània.
- 2008: Ciencias de la Tierra y del Medio Ambiente, coautor
- 2015: Cristo, Mito al Desnudo, ensayo. Editorial Sunya.
- 2020: Prejuicios y Evolución Humana, Canalla Ediciones S.L.; N.º 1 edición (11 de septiembre de 2020)
- 2022: L'Evolució a la Terra, Universitat de Barcelona edicions.
- 2022: La Palma Bonita. Un viaje por sus cenizas. Amarante editores

## Premios
- 1992: Premi  de Natura Ciutat de Valls.
- 1995: Premi  de Natura Ciutat de Valls.
- 1996: Premio Fundació Eduard Fontseré.
- 1998: Premio Conxita Bretxa de literatura.
- 1999: Premio UPC de ciencia ficción finalista. Mención especial.
- 2000: Premio Conxita Bretxa de literatura.
- 2003: Premio Albert Pérez Bastardas de periodismo científico.
- 2004: Premio de Monólogos de Humor Radio Club 25.
- 2005: Premio Ciutat de Viladecans de narrativa. Finalista.
- 2021: Premi Guillem de Belibasta. Finalista.

- Datos: Q2893657